# Vuelta a España 1987
Die 42. Vuelta a España wurde in 23 Abschnitten und 3921 Kilometern vom 23. April bis zum 15. Mai 1987 ausgetragen. Der Gewinner war der Kolumbianer Luis Herrera, die Bergwertung ging ebenfalls an Luis Herrera, die Punktewertung gewann Alfonso Gutiérrez. Miguel Ángel Iglesias siegte in der Meta Volantes-Wertung, Henri Abadie in der Sprint Especiales-Wertung, Laurent Fignon in der Kombinationswertung, Johnny Weltz in der Nachwuchswertung und das Team Postobón-Ryalcao in der Mannschaftswertung.

## Etappen
| Etappe | von                  | nach                 | km         | Gewinner                  | Maillot amarillo       |
| ------ | -------------------- | -------------------- | ---------- | ------------------------- | ---------------------- |
| Prolog | Benidorm             | Benidorm             | 6,6 (EZF)  | Jean-Luc Vandenbroucke    | Jean-Luc Vandenbroucke |
| 1      | Benidorm             | Albacete             | 219        | Sean Kelly                | Sean Kelly             |
| 2      | Albacete             | Valencia             | 217        | Paolo Rosola              | Roberto Pagnin         |
| 3      | Valencia             | Valencia             | 34,8 (EZF) | Sean Kelly                | Sean Kelly             |
| 4      | Valencia             | Villarreal           | 169        | Alfonso Gutiérrez         | Sean Kelly             |
| 5      | Salou                | Barcelona            | 165        | Roberto Pagnin            | Roberto Pagnin         |
| 6      | Barcelona            | Andorra (AND)        | 220        | Jesus-Ignacio Ibanez Loyo | Sean Kelly             |
| 7      | La Seu d’Urgell      | Aramón Cerler        | 186        | Laudelino Cubino          | Reimund Dietzen        |
| 8      | Benasque             | Saragossa            | 219        | Iñaki Gastón              | Reimund Dietzen        |
| 9      | Saragossa            | Pamplona             | 180        | Antonio Esparza           | Reimund Dietzen        |
| 10     | Miranda de Ebro      | Campoo-Los Valles    | 213        | Enrique Aja               | Reimund Dietzen        |
| 11     | Santander            | Covadonga            | 179        | Luis Herrera              | Luis Herrera           |
| 12     | Cangas de Onís       | Oviedo               | 142        | Carlos Hernández Bailo    | Luis Herrera           |
| 13     | Luarca               | Ferrol               | 223        | Carlos Emiro Gutiérrez    | Luis Herrera           |
| 14     | Ferrol               | A Coruña             | 220        | Juan Fernández Martín     | Luis Herrera           |
| 15     | A Coruña             | Vigo                 | 185        | Antonio Esparza           | Luis Herrera           |
| 16     | Ponteareas           | Ponferrada           | 237        | Dominique Arnaud          | Luis Herrera           |
| 17     | Ponferrada           | Valladolid           | 221        | Roberto Pagnin            | Luis Herrera           |
| 18     | Valladolid           | Valladolid           | 24 (EZF)   | Jesús Blanco Villar       | Sean Kelly             |
| 19     | El Barco de Ávila    | Ávila                | 213        | Laurent Fignon            | Luis Herrera           |
| 20     | Ávila                | Palazuelos de Eresma | 183        | Omar Hernández            | Luis Herrera           |
| 21     | Palazuelos de Eresma | Collado Villalba     | 160        | Francisco Rodríguez       | Luis Herrera           |
| 22     | Alcalá de Henares    | Madrid               | 173        | Jaime Vilamajó            | Luis Herrera           |

## Endstände
| Sieger                     | Luis Herrera          | 105:34:25 h |
| Zweiter                    | Reimund Dietzen       | + 1:04 min  |
| Dritter                    | Laurent Fignon        | + 3:13 min  |
| Vierter                    | Pedro Delgado         | + 3:52 min  |
| Fünfter                    | Óscar de Jesús Vargas | + 4:03 min  |
| Sechster                   | Vicente Belda         | + 4:40 min  |
| Siebter                    | Anselmo Fuerte        | + 4:59 min  |
| Achter                     | Yvon Madiot           | + 5:25 min  |
| Neunter                    | Henry Cárdenas        | + 7:08 min  |
| Zehnter                    | Omar Hernández        | + 7:33 min  |
| Punktewertung              | Alfonso Gutiérrez     | 147 P.      |
| Zweiter                    | Luis Herrera          | 104 P.      |
| Dritter                    | Jesús Blanco Villar   | 104 P.      |
| Bergwertung                | Luis Herrera          | 174 P.      |
| Zweiter                    | Vicente Belda         | 105 P.      |
| Dritter                    | Henri Abadie          | 97 P.       |
| Meta Volantes-Wertung      | Miguel Ángel Iglesias | 31 P.       |
| Sprints Especiales-Wertung | Henri Abadie          |             |
| Nachwuchswertung           | Johnny Weltz          | 106:25:35   |
| Kombinationswertung        | Laurent Fignon        |             |
| Teamwertung                | Postobón-Ryalcao      | 316:51:36 h |